# Genius Bar
Genius Bar(ジーニアスバー)は、AppleがApple Store内で提供する技術サポートサービスで、Appleの製品やサービスの利用にサポートを提供する。 Genius Barでは、Apple によるトレーニングと認定を受けた「Genius」がコンシェルジュスタイルの対面サポートを提供する。サポートできる製品の種類に応じて、複数のレベルの認定資格がある。 ハードウェアの修理が必要な問題の場合、ほとんどの作業は当日中に店舗内で完了できる。
Apple StoreのGenius Barでは、画面及びバッテリーの交換サービスを即日で提供している。問題のあるデバイスを Appleの修理センターに送る必要がある場合、ほとんどの場合、約3営業日で返却または発送まで行う。
元リテール担当シニア・バイス・プレジデントのロン・ジョンソンロン・ジョンソン（英語: Ron Johnson (businessman)）は、Genius BarをApple Storeの「心と魂」とよく言及した。

## レイアウト
Genius Barのレイアウトは、以前は、15インチまたは17インチのPowerBookまたはMacBook Proを少なくとも 2台、たいていフローティングスタンドに取り付けて設置していた。現在、従業員は同様のソフトウェアを備えたiPadを使用して、修理する端末を登録している。iPod/iPhoneのトラブルシューティング用のノートパソコンが他にも用意されている場合がある。ノートパソコンは「フローター」と呼ばれている。後方のスクリーンには、サポートを必要としている客にヒントを提供するビデオが再生されている。椅子はバーの前にあり、顧客が座ってお互いに会話したり、従業員と会話したりすることができる。
Genius Barの後ろにしばしば見られた「赤い電話」(Red Telephone)は、Apple製品スペシャリストへの直通電話であり、店内の従業員が答えるには複雑すぎる問題や質問に回答する必要がある際に利用された。 2009年8月以降、この「赤い電話」は新しいApple Storeでは設置されなくなり、ほかのApple Storeでは撤去された。

## スタッフ

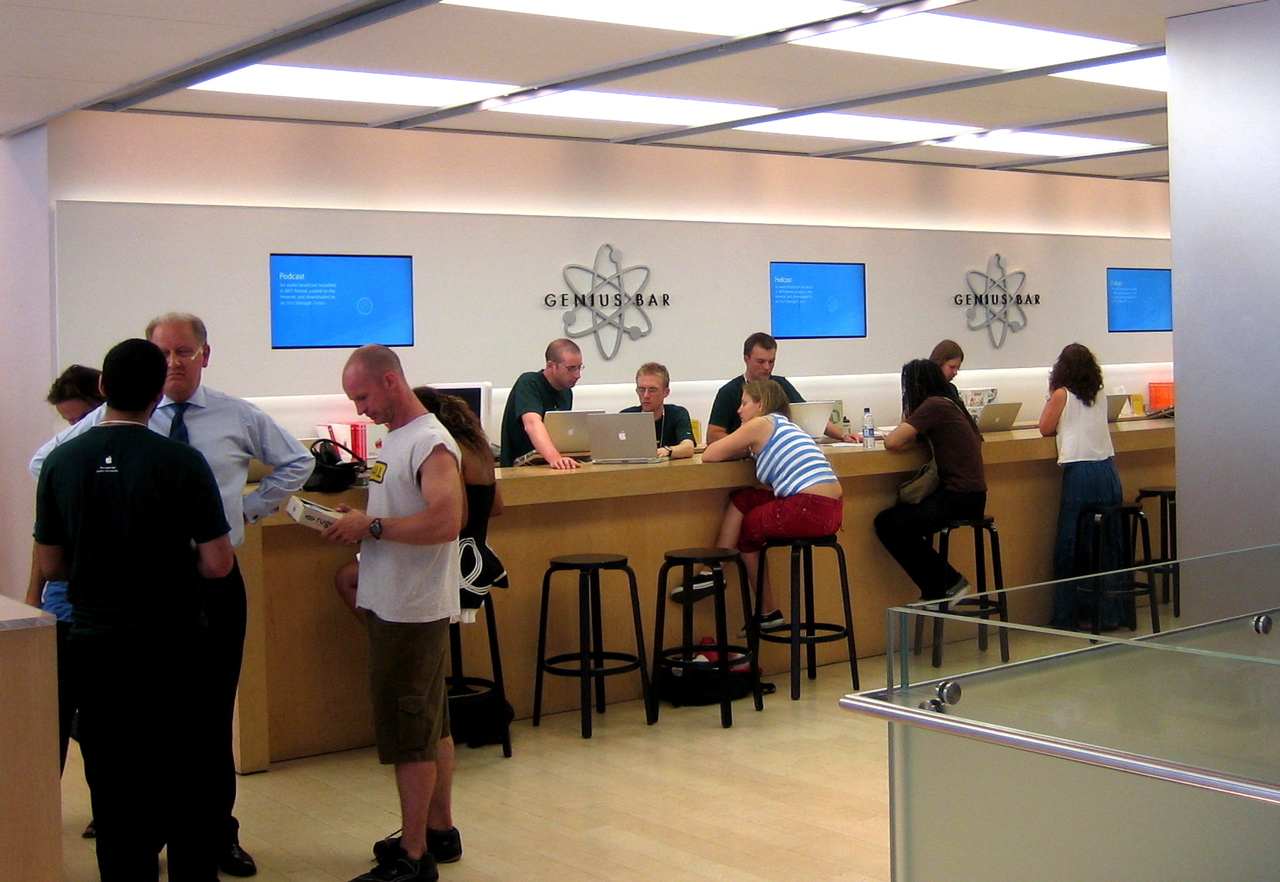
ロンドンにて撮影

スタッフは、AppleCare+の担当者でもある。顧客が Apple製品に関する問題や質問をしたい場合、サポートを提供する。Genius Barで実施されるほとんどのサービスは無料で、保証対象外の修理サービス (修理完了時に客が負担する) も実施される。日本を含めた一部の国では、Apple Storeに部品の在庫が準備されており、修理 (過失や事故による損傷などの問題) を一律料金で行う。ほとんどの修理は、店内で行われ、当日または数日以内に完了する。
2009年9月、ファミリールームスペシャリストがiPodとiPhoneの対応を担当した。2010年のリリース後、iPadもファミリールームスペシャリストが担当した。
大規模なサポートチームは、Genius Barでカスタマーサービスの問題に対応する「Lead Genius」が主導し、Lead Geniusを「Genius Admin」がサポートする。Genius Adminは、管理書類を管理し、Genius達の業務を整理し、修理について顧客と連絡を取る。

## Genius Training Student Workbook
Genius Training Student Workbookは、Apple Store テクニカルサポートスタッフ向けのAppleによる社員向けトレーニングマニュアルで「Geniuses」とも呼ばれている。 このマニュアルには、商品販売の最終目標を中心にさまざまなマーケティング手法が記載されている。 トレーニングで社員に教えられる基本的な教えの1つは、「Apple Storeの全員が販売のビジネスに携わる」ということである。
基本的な販売戦略は、接近(Approach)、探査(Probe)、現在(Present)、聞く(Listen)、終了(End)、(APPLE)と要約される。↵顧客が懸念を持っている場合、マニュアルで規定されている対応は「3つのF：感じる(Feel)、感じた(Felt)、見つかった(Found)」というテクニックだ。
すべての Genius は、「診断サービスの使用」や「共感の力」など、さまざまなプログラムへの参加が義務付けられており、2週間の採用トレーニングに参加する必要がある。
Geniusには、マニュアルで使用を禁止されている単語があり、「爆弾」、「クラッシュ」、「ハング」などの単語は、「応答しない」または「予期せず終了」と言い換えなければならない。また、このマニュアルでは、テーブルを叩いたり、手のひらを首の後ろに置いたりして、顧客が退屈やイライラしていることを意味する可能性のあるジェスチャーを読み取ることも、従業員に求めている。 Genius の役割に就いていない従業員は、このマニュアルを支給されず、またこのトレーニングを受けていない。
このマニュアルは、2012年8月にコピーがリークされ、ギズモードのシニアスタッフライターであるサム・ビドルの手に渡るまで、秘匿されていた。彼は「これは、心理学的熟達、禁止用語、ロールプレイングなど、Apple 内部を鋭く覗くもので、これまでに見たことのないものです。」とコメントした。クリスチャン・サイエンス・モニターの記事では、マニュアルの内容を、アップルが顧客を魅了する効果を表す用語である「現実歪曲空間」という概念と関連付けている。

## 類似するコーナー
現在、AppleはテクニカルサポートのためにGenius Barを提供しており、また、Creatives(ソフトウェアトレーナー)がいつでも利用可能なため、より細かな技術的な質問に回答できる。
長年にわたり、AppleはGenius Barを補完するサービスとサポートを提供する方法を実験してきたが、現在はすべて廃止されているが、以下のような例がある：
- The Studio には「trainers」がおり、iLife、iWork、Final Cut Pro、Aperture など、多くの Apple製アプリケーションに関する質問に対応していた。サードパーティのアプリケーションに関しては対応しない[12]。
- iPod Bar は、iPod 関連の顧客を対応し、Genius Bar が Macintosh関連の顧客に専念できるようにしていた[13]。

Pro LabsとOpen Labは、ニューヨーク市14丁目 (マンハッタン)にあるApple Storeのオープンと同時に導入されたが、Pro Labsはオーストラリアのシドニーと中国の浦東新区のApple Storeにも導入されている。現在のところ、Open Labはニューヨーク市14丁目 (マンハッタン)の店舗でのみ導入されている。
- Pro Labは、2時間のセッションを4回に分けて8時間のトレーニングを行う。The Studioと同様に、これらのセッションはApertureやFinal Cut ProなどのAppleの「Pro アプリ」やPhotoshopなどのサードパーティアプリケーションに重点を置くが、The Studio のセッションよりも詳細かつ集中的に行われる。
- Open Labは、初期のGenius Barと同様に、さまざまなアプリケーションについて顧客にサポートを提供するが、Genius Barがハードウェア主に取り扱うのに対し、Open Lab はソフトウェアを主に取り扱う。

Appleは、ユーザーの好みに基づいて音楽を提案する iTunesアプリケーションの「Genius Mix」の機能も提供している。